# Campeonato Mundial de Voleibol Femenino Sub-18 de 1993
El III Campeonato Mundial de Voleibol Femenino Sub-18 se celebró en Checoslovaquia del 2 al 9 de septiembre de 1993. Fue organizado por la Federación Internacional de Voleibol. El campeonato se jugó en la subsede de Bratislava.

## Podio
| China           |
| Campeón         |
| Rusia 1º título |

| Cuba        |
| Sub-Campeón |
| Japón       |

| Japón         |
| 3º Lugar      |
| Corea del Sur |

## Clasificación general
| Pos | Equipo                        |
| --- | ----------------------------- |
| 1   | Rusia                         |
| 2   | Japón                         |
| 3   | Korea                         |
| 4   | Perú                          |
| 5   | Brasil                        |
| 6   | Turquía                       |
| 7   | Cuba                          |
| 8   | Checoslovaquia                |
| 9   | Egipto Francia México Rumania |

| Predecesor: Portugal 1991 | Campeonato Mundial de Voleibol Femenino Sub-18 Checoslovaquia 1993 | Sucesor: Francia 1995 |

- Datos: Q2954056